# Lista siturilor arheologice din județul Constanța - R
Lista siturilor arheologice din județul Constanța - R conține toate siturile arheologice din județul Constanța înscrise în Repertoriul Arheologic Național (RAN) și aflate în localități al căror nume începe cu litera R. RAN este administrat de Ministerul Culturii și Patrimoniului Național și cuprinde date științifice, cartografice, topografice, imagini și planuri, precum și orice alte informații privitoare la zonele cu potențial arheologic, studiate sau nu, încă existente sau dispărute.
Puteți căuta un sit din localitățile care încep cu litera R folosind formularul de mai jos sau puteți naviga prin toate siturile din județ la Lista siturilor arheologice din județul Constanța.
| Cod RAN                                  | Denumire | Localitate                                               | Adresă               | Datare              | Descoperit | Coordonate                                    | Imagine           | Erori            |
| ---------------------------------------- | --- | -------------------------------------------------------- | -------------------- | ------------------- | ---------- | --------------------------------------------- | ----------------- | ---------------- |
| 60865.02.01 (Cod LMI: CT-I-m-A-02557.03) | Valul mic de pământ de la Remus Opreanu / ansamblu Valul mic de pământ (Categorie: fortificație) (Tip: Val de pământ)                       | localitate componentă Remus Opreanu, municipiul Medgidia |                      | sec. IV             |            | 44°13′23″N 28°12′09″E / 44.22299°N 28.2024°E  | Încărcați imagine | Raportați eroare |
| 62805.02.01 (Cod LMI: CT-I-s-B-02737)    | Castrele romane de la Rasova / ansamblu anonim (Categorie: locuire militară) (Tip: Castru)                                                  | sat Rasova, comuna Rasova                                |                      | romană sec. II-IV   |            | 44°14′05″N 27°59′20″E / 44.23477°N 27.98889°E | Încărcați imagine | Raportați eroare |
| 62805.02.02 (Cod LMI: CT-I-s-B-02737)    | Castrele romane de la Rasova / ansamblu Rasova II (Categorie: locuire militară) (Tip: Castru)                                               | sat Rasova, comuna Rasova                                |                      | romană sec. II-IV   |            | 44°14′05″N 27°59′20″E / 44.23477°N 27.98889°E | Încărcați imagine | Raportați eroare |
| 62805.03.01 (Cod LMI: CT-I-m-B-02738)    | Fortificația medievală de la Rasova / ansamblu Zidul de incintă (Categorie: fortificație) (Tip: Fortificație)                               | sat Rasova, comuna Rasova                                |                      | sec. XII-XIII       |            |                                               | Încărcați imagine | Raportați eroare |
| 62805.04.01 (Cod LMI: CT-I-m-B-02739.02) | Situl arheologic de la Rasova - "Pescărie" / ansamblu anonim (Categorie: locuire civilă) (Tip: Așezare)                                     | sat Rasova, comuna Rasova                                | Pescărie             | sec. II-III         |            | 44°13′33″N 27°54′09″E / 44.22578°N 27.90256°E | Încărcați imagine | Raportați eroare |
| 62805.04.02 (Cod LMI: CT-I-m-B-02739.01) | Situl arheologic de la Rasova - "Pescărie" / ansamblu anonim (Categorie: locuire civilă) (Tip: Așezare fortificată)                         | sat Rasova, comuna Rasova                                | Pescărie             | sec. VIII-X         |            | 44°13′33″N 27°54′09″E / 44.22578°N 27.90256°E | Încărcați imagine | Raportați eroare |
| 62805.05.01 (Cod LMI: CT-I-s-A-02740)    | TumuliI de la Rasova / ansamblu anonim (Categorie: descoperire funerară) (Tip: Grup de tumuli)                                              | sat Rasova, comuna Rasova                                |                      |                     |            | 44°14′45″N 27°57′40″E / 44.24587°N 27.96119°E | Încărcați imagine | Raportați eroare |
| 60865.01.01 (Cod LMI: CT-I-m-B-02742)    | Roci cu cruci gravate de la Remus Opreanu / ansamblu Roci cu cruci gravate (Categorie: descoperire izolată) (Tip: Desene rupestre creștine) | localitate componentă Remus Opreanu, municipiul Medgidia |                      | - nep sec. VIII-IX  |            |                                               | Încărcați imagine | Raportați eroare |
| 62805.01.01 (Cod LMI: CT-I-m-B-02736.03) | Situl arheologic de la Rasova - "Malul Roșu" / ansamblu anonim (Categorie: locuire civilă) (Tip: Așezare)                                   | sat Rasova, comuna Rasova                                | Malul Roșu           | sec. VI a. Chr.     |            |                                               | Încărcați imagine | Raportați eroare |
| 62805.01.02 (Cod LMI: CT-I-m-B-02736.02) | Situl arheologic de la Rasova - "Malul Roșu" / ansamblu anonim (Categorie: locuire civilă) (Tip: Așezare)                                   | sat Rasova, comuna Rasova                                | Malul Roșu           |                     |            |                                               | Încărcați imagine | Raportați eroare |
| 62805.01.03 (Cod LMI: CT-I-m-B-02736.01) | Situl arheologic de la Rasova - "Malul Roșu" / ansamblu anonim (Categorie: locuire civilă) (Tip: Așezare)                                   | sat Rasova, comuna Rasova                                | Malul Roșu           | sec. XI             |            |                                               | Încărcați imagine | Raportați eroare |
| 62805.01.04                              | Situl arheologic de la Rasova - "Malul Roșu" / ansamblu anonim (Categorie: locuire civilă) (Tip: Mormânt de incinerație)                    | sat Rasova, comuna Rasova                                | Malul Roșu           | sec. IV a. Chr      |            |                                               | Încărcați imagine | Raportați eroare |
| 61425.01.01 (Cod LMI: CT-I-s-B-02741)    | Grotă cu inscripții latine de la Râmnicu de Jos - "Chirișlic" / ansamblu Grota cu inscripții latine (Categorie: neprecizată) (Tip: Grotă)   | sat Râmnicu de Jos, comuna Cogealac                      | Chirișlic            | romană sec. I-III   |            |                                               | Încărcați imagine | Raportați eroare |
| 62654.01.01                              | Așezarea Latene de la Runcu / ansamblu anonim (Categorie: așezare) (Tip: Așezare rurală)                                                    | sat Runcu, comuna Pantelimon                             |                      |                     |            |                                               | Încărcați imagine | Raportați eroare |
| 62654.01.02                              | Așezarea Latene de la Runcu / ansamblu anonim (Categorie: așezare) (Tip: Așezare rurală)                                                    | sat Runcu, comuna Pantelimon                             |                      |                     |            |                                               | Încărcați imagine | Raportați eroare |
| 62654.01.03                              | Așezarea Latene de la Runcu / ansamblu anonim (Categorie: așezare) (Tip: Așezare rurală)                                                    | sat Runcu, comuna Pantelimon                             |                      |                     |            |                                               | Încărcați imagine | Raportați eroare |
| 60865.03.01                              | Așezarea Latene de la Remus Opreanu / ansamblu anonim (Categorie: așezare) (Tip: Așezare)                                                   | localitate componentă Remus Opreanu, municipiul Medgidia |                      |                     | 1979       | 44°14′37″N 28°12′14″E / 44.24361°N 28.20389°E | Încărcați imagine | Raportați eroare |
| 62805.06.01                              | Necropola de incinerație de la Rasova- Coada Bălții / ansamblu anonim (Categorie: descoperire funerară) (Tip: Necropolă de incinerație)     | sat Rasova, comuna Rasova                                | Coada Bălții         | sec. IV-III a. Chr. | 1972       |                                               | Încărcați imagine | Raportați eroare |
| 62002.01                                 | Situl arheologic din peștera de la Rariștea - Valea Ceairu Bazarghianului (Categorie: locuire) (Tip: locuire în peșteră)                    | sat Rariștea, comuna Ion Corvin                          |                      |                     |            |                                               | Încărcați imagine | Raportați eroare |
| 62002.02.01                              | Situl arheologic de la Rariștea / ansamblu anonim (Categorie: așezare) (Tip: Așezare)                                                       | sat Rariștea, comuna Ion Corvin                          |                      | Gumelnița           |            | 44°04′36″N 27°47′47″E / 44.07667°N 27.79639°E | Încărcați imagine | Raportați eroare |
| 62002.02.02                              | Situl arheologic de la Rariștea / ansamblu anonim (Categorie: așezare) (Tip: așezare)                                                       | sat Rariștea, comuna Ion Corvin                          |                      |                     |            | 44°04′36″N 27°47′47″E / 44.07667°N 27.79639°E | Încărcați imagine | Raportați eroare |
| 62805.07.01                              | Situl arheologic de la Rasova / ansamblu anonim (Categorie: așezare) (Tip: Așezare)                                                         | sat Rasova, comuna Rasova                                | zona Văii Caramancea | Gumelnița           |            | 44°15′13″N 27°57′46″E / 44.25361°N 27.96278°E | Încărcați imagine | Raportați eroare |
| 62805.07.02                              | Situl arheologic de la Rasova / ansamblu anonim (Categorie: așezare) (Tip: Așezare)                                                         | sat Rasova, comuna Rasova                                | zona Văii Caramancea |                     |            | 44°15′13″N 27°57′46″E / 44.25361°N 27.96278°E | Încărcați imagine | Raportați eroare |